# Hipòlit Nadal i Mallol
Hipòlit Nadal i Mallol (el Port de la Selva, Alt Empordà, 1891 - Buenos Aires 1978) fou un periodista i polític català.

## Biografia
Pertanyia a una família humil, ja que era fill de pescadors. El 1902 es va traslladar a Barcelona, on va aprendre l'ofici de sastre. Interessat per la política, de jove va col·laborar a les revistes Renaixement i La Nació, vinculades a la Unió Catalanista, de la que en fou delegat a el Port de la Selva així com en altres revistes populars o literàries com De tots Colors, L'Escena Catalana, La Campana de Gràcia i L'Esquella de la Torratxa.
També va escriure articles sobre temes polèmics a revistes polítiques l'Empordà Federal de Figueres i a Ciutadania de Girona. El 1912 es negà a fer el servei militar que l'hauria portat a participar en la Guerra del Marroc, i per això s'embarcà cap a Amèrica tot establint-se a Buenos Aires, on hi va treballar de sastre i hi va impulsar la creació de delegacions de l'Associació Protectora de l'Ensenyança Catalana. El 1913 hi va fundar la revista "Catalunya Nova" i el 1916, amb Pius Àrias, Manuel Cairol i Francesc Colomer, va crear la publicació mensual Ressorgiment (1916-1972), de la que n'esdevingué director i que es convertí, pel contingut dels seus articles, en l'òrgan més important del catalanisme radical a Amèrica. Hi escrivia no sols els editorials sinó també pràcticament tots els articles, que eren signats amb una vintena de pseudònims com Pol de Reig, Justí Ferm, Vic, Fidel Català, Valentí Just, Pere Pi, etc.
Sota la seva direcció, la revista va donar un gran suport a l'acció reivindicativa dels catalans de l'interior durant les dictadures dels generals Primo de Rivera i Franco, i publicà documents de la resistència. Fou un dels impulsors, juntament amb el Casal de Catalunya de Buenos Aires, del Comitè Llibertat, i que aconseguiren que Francesc Macià i Ventura Gassol, representats pel senador Alfredo Palacios i el doctor Carlos Caminos, poguessin assolir asil polític a Argentina el 1928. Fou una de les figures indiscutibles dels catalans d'Amèrica i participà en la Primera Conferència Nacional Catalana de 1953.
El juliol de 2012 les seves cendres foren dipositades en el cementiri del Port de la Selva, on havia estat proclamat fill predilecte de la vila l'estiu de 1931.

## Obres
- Algues (Proses salobres) (1918)
- Articles de contraban (1928)
- Corpus de Sang (conferències)
- El meu Francesc Macià (1934, conferències)
- Paraules sobre el 6 d'Octubre (1935, conferències)
- Macià la seva actuació a l'estranger (1952) amb Josep Conangla i Fontanilles i Ramon Fabregat i Arrufat